# Štětí
Štětí är en stad i Tjeckien.   Den ligger i distriktet Okres Litoměřice och regionen Ústí nad Labem, i den centrala delen av landet, 40 km norr om huvudstaden Prag. Štětí ligger 160 meter över havet och antalet invånare är 9 165.
Terrängen runt Štětí är huvudsakligen lite kuperad. Štětí ligger nere i en dal.Runt Štětí är det ganska tätbefolkat, med 104 invånare per kvadratkilometer. Närmaste större samhälle är Litoměřice, 19,3 km nordväst om Štětí. Trakten runt Štětí består till största delen av jordbruksmark.